# Joachim de Münsterberg-Œls
Joachim de Münsterberg (nommé également:  Joachim de Poděbrady ou Joachim de Münsterberg-Oels; allemand: Joachim von Münsterberg ou Joachim von Podiebrad; tchèque: Jáchym z Minstrberka; né le 18 janvier 1503, Œls – mort le 27 décembre 1562, Breslau) fut un Duc de Münsterberg et de 1536 à 1542 également duc Oels. Il porte également le titre de Comte de Kladsko/Glatz, bien qu'il ne règne jamais sur Kladsko. De 1545 à 1560 il est enfin évêque de la principauté épiscopale de Brandebourg.

## Biographie
Joachim est un membre de la lignée de  Münsterberg de la famille noble de Poděbrady qui descend du roi Georges de Bohême. Ses parents sont Charles Ier de Münsterberg-Oels et Anne de Żagań, fille du duc  Jean II le Fou de Żagań et Großglogau. À le demande de son père, Joachim est éduqué en 1515–1517 par Johann Hess, qui à cette époque était chanoine à Nysa.
Après la mort de leur père  Charles Ier en 1536, les quatre frères Joachim, Henri II Jean et Georges II règnent conjointement sur Münsterberg. Par un acte conjoint en date du 25 juin 1535, ils accordent à la ville de Srebrna Góra en allemand Silberberg en basse Silésie, qui appartenait à Münsterberg le statut de ville libre. Contrairement à leur père, Joachim et ses frères adhèrent au  Luthéranisme.
En 1537, ils expulsent les prêtres catholiques de Münsterberg/Ziębice et nomment un vicaire luthérien La même année, l'électeur Joachim II de Brandenbourg promet à  Joachim à Bautzen de l'établir dans le diocèse de Lebus ou celui de Brandebourg, quand l'un ou l'autre deviendra vacant. En contrepartie  Joachim et ses frères abandonnent leurs revendications sur Krosno Odrzańskie/Crossen an der Oder.
En 1542, Joachim et ses frères, lourdement endettés, donnent en gage le duché de Münsterberg à leur cousin Frédéric II de Legnica. Jean continue de régner sur le duché d'Oels et Henri II jusqu'à sa mort en 1548 sur le duché de Bernstadt/Bierutów.
Malgré l'opposition du chapitre de la Cathédrale au développement de la Réforme protestante dans le diocèse, l'Électeur Joachim II, qui s'était converti au luthéranisme en 1539, nomme - conformément à son engagement de 1537 - Joachim de Münsterberg, qui lui aussi avait adopté le luthéranisme, comme évêque de Brandebourg le 6 novembre 1545. Avec cette nomination, Joachim se trouve promu au rang de Prince d'Empire et est élevé à un rang égal à celui du Margrave de Brandebourg. En 1560 il abdique en faveur de  Jean-Georges, le fils aîné et héritier de l'Électeur la gestion de l'évêché sécularisé. Après la mort de Joachim en  1571, l'évêché est incorporé dans le Margraviat-Électorat de Brandebourg.

## Sources
- (en) Cet article est partiellement ou en totalité issu de l’article de Wikipédia en anglais intitulé « Joachim of Münsterberg-Oels » (voir la liste des auteurs), édition du 29 aout 2014.
- Anthony Stokvis, Manuel d'histoire, de généalogie et de chronologie de tous les États du globe, depuis les temps les plus reculés jusqu'à nos jours, préf. H. F. Wijnman, Israël, 1966, chapitre VIII « Généalogie de la maison de Poděbrad »  tableau généalogique no 17.
- (en) & (de) Peter Truhart, Regents of Nations, K. G Saur Münich, 1984-1988 (ISBN 359810491X), Art. « Münsterberg » p. 2452-2453. &  Art. « Oels + Bernstadt, Kosel, Wartenberg », p.  2453